# Dope Hat
«Dope Hat» — промо-сингл з дебютного студійного альбому гурту Marilyn Manson Portrait of an American Family. Пісню вперше випустили у 1993 р. на демо-касеті «The Family Jams».
Існують два ремікси, які потрапили до компіляції Smells Like Children: «Diary of a Dope Fiend» (пряме посилання на Щоденник наркомана Алістера Кроулі) (повільніша, похмуріша версія) та «Dance of the Dope Hats» (швидша версія, записана з використанням синтезаторів).
Відеокліп на пісню знято під впливом фільму Віллі Вонка і шоколадна фабрика, однієї з найулюбленіших кінострічок Менсона, зокрема сцени «Дивовижна подорож у човні».

## Відеокліп
Режисер: Том Стерн. У відео гурт подорожує в човні психоделічним тунелем, що нагадує фільм 1971 р. «Віллі Вонка і шоколадна фабрика». У човні також присутні малі діти, умпа-лумпи з вищезгаданого фільму. Комп'ютерні спецефекти створив Ксав'єр Ґуерін. У кліпі можна побачити багато дивних речей, наприклад: яйце, яке розбиває рука, при цьому з нього тече кров чи диню з рибою всередині.

## Список пісень
1. «Dope Hat» (LP Version) — 4:18
2. «Diary of a Dope Fiend» (EP Version) — 5:57
3. «Dance of the Dope Hats» (Remix) — 4:37